# Governo Roman I
Il Governo Roman I è stato il primo governo della Romania post-comunista. Nato nel dicembre 1989 come governo provvisorio, fu guidato dal primo ministro Petre Roman.

## Cronologia del mandato

### Nomina del governo provvisorio
In seguito al successo della rivoluzione romena del 1989 che depose il regime socialista Nicolae Ceaușescu, il potere fu assunto ad interim da un organo provvisorio, il Consiglio del Fronte di Salvezza Nazionale (CFSN), composto principalmente da ex militanti comunisti che si erano opposti al dittatore, tra i quali il nuovo leader Ion Iliescu.
Pur carente di esperienza specifica, il 26 dicembre 1989 Petre Roman fu nominato da Iliescu per il ruolo di primo ministro del governo provvisorio, incarico concepito come prevalentemente amministrativo, mentre le strategie politiche rivenivano interamente al CFSN. Le indicazioni sui nomi dei ministri vennero elaborate dal Consiglio. Come testimoniato dallo stesso Roman, infatti, egli fece solamente due proposte: Gelu Voican Voiculescu e Mihai Drăgănescu, entrambi con l'incarico di vice primo ministro. Il governo Roman I fu costituito essenzialmente da tecnocrati e figure che avevano avuto un ruolo politico attivo nei quadri del regime e del Partito Comunista Rumeno. L'obiettivo principale del nuovo gabinetto era quello di gestire l'amministrazione del paese fino a nuove elezioni.

### Proteste antigovernative e disordini sociali
Già nei primi mesi dalla nomina il governo si trovò a gestire numerose manifestazioni di protesta, che crebbero d'intensità dopo la decisione del CFSN di trasformarsi in un partito politico, il Fronte di Salvezza Nazionale (FSN), che avrebbe concorso alle elezioni del mese di maggio. Per venire incontro alle richieste dei gruppi politici d'opposizione, nel febbraio 1990 il CFSN fu ridenominato Consiglio Provvisorio di Unione Nazionale e ammise anche rappresentanti degli altri partiti. Pur riformato, tuttavia, il reale potere rimaneva soprattutto al gruppo costituitosi intorno ad Iliescu, che controllava la maggioranza, il governo e la totalità della pubblica amministrazione e degli enti di stato.
Il 28 gennaio 1990 i partiti d'opposizione, che contestavano il FSN considerandolo un omologo del Partito Comunista Rumeno, organizzarono per la prima volta un evento di protesta che fu criticato e represso con la violenza dai sostenitori del partito di maggioranza, principalmente operai e minatori. Il primo ministro Petre Roman dovette persino intervenire personalmente per salvare dal linciaggio il leader del Partito Nazionale Contadino Cristiano Democratico, Corneliu Coposu. Le successive manifestazioni antigovernative del 18 febbraio ebbero un epilogo analogo. Un ulteriore raduno promosso dall'opposizione ebbe luogo in aprile, proseguì con l'occupazione di Piazza Università a Bucarest e ricevette il biasimo delle istituzioni. Iliescu, nello specifico, descrisse i partecipanti come hooligans.
Nello stesso mese di aprile il governo espresse la propria contrarietà al rientro in patria dell'ex monarca Michele I, in quanto secondo le autorità la sua presenza avrebbe potuto portare a incidenti che avrebbero messo in pericolo la stabilità della già precaria vita politica rumena.
Problemi di ordine pubblico si verificarono anche nella città di Târgu Mureș, in Transilvania, area caratterizzata dalla presenza di una folta comunità ungherese. In un clima generale di disordine, tra il 19 il 21 marzo 1990 avvennero degli scontri tra le comunità ungherese e rumena che causarono 5 morti e 278 feriti. Per riprendere il controllo della situazione il governo si ritrovò costretto a fare intervenire l'esercito, che bloccò l'accesso alla città e disperse i manifestanti. Il governo istituì una speciale commissione d'inchiesta, condannando le violenze e avanzando indirettamente l'ipotesi che queste fossero state favorite dall'Ungheria, alludendo agli interessi territoriali sulla regione da parte delle autorità di Budapest. I termini del complesso dibattito con i vicini magiari si basarono sull'estensione dei diritti per le minoranze, richiesti dal governo ungherese, e sul mantenimento dei confini territoriali, argomento sostenuto dalla Romania.

### Sostituzione del ministro della difesa
Nel febbraio 1990 si aggiunse un'ulteriore fonte di tensione, quando un gruppo composto da militari si riunì in un movimento a carattere sindacale, il Comitato d'azione per la democratizzazione dell'esercito (Comitetul de Acțiune pentru Democratizarea Armatei, CADA), che chiedeva misure drastiche per la riforma delle forze armate.
Nominato ministro della difesa nel 1989, il generale Nicolae Militaru, figura con un passato nel GRU, congedò diversi ufficiali anziani rimpiazzandoli con altri che avevano ricevuto addestramento in Unione Sovietica, deludendo le aspettative del CADA. Il comitato chiese il ritorno in funzione degli espulsi e azioni contro la condotta di Militaru, ritenuta dittatoriale.
Temendo una rivolta, il 16 febbraio il governo sostituì Militaru con il generale Victor Stănculescu.

### Elezioni del maggio e mineriada del giugno 1990
La netta superiorità istituzionale e mediatica del FSN rispetto agli altri partiti consentì alla formazione di ottenere un plebiscito alle elezioni parlamentari (66%) e presidenziali (Iliescu vinse con l'85%) del 20 maggio 1990.
Legittimato dal voto popolare, nel corso della seduta dell'11 giugno 1990, cui prese parte anche Iliescu, il governo decise di disperdere i manifestanti accampati da mesi in Piazza Università. La polizia intervenne il 13 giugno. Gli scontri tra le forze dell'ordine e i manifestanti, tuttavia, non portarono ad una soluzione definitiva e, in un clima di caos generale, nella mattina del 14 giugno il ministro degli interni Mihai Chițac fu sollevato dall'incarico e sostituito da Doru Viorel Ursu. Per venire a capo della crisi, Iliescu chiamò a raccolta a Bucarest tutti i corpi sociali che potessero mettere fine alle manifestazioni. L'appello fu accolto dalle associazioni sindacali dei minatori della Valle del Jiu, che intervennero in massa a Bucarest e misero fine alle proteste con la violenza. La mineriada del giugno 1990 si concluse con 6 morti, centinaia di feriti e migliaia di arresti e fu macchiata dalla sospensione dei diritti umani per migliaia di persone. L'episodio ebbe profonde ripercussioni negative sulla percezione internazionale della Romania. Gli Stati Uniti bloccarono ogni aiuto economico, la Commissione europea sospese la negoziazione degli accordi con la Romania e il Consiglio d'Europa rinviò l'accesso del paese al 1993. A posteriori Petre Roman dichiarò che aveva ordinato l'intervento della polizia quale legittima operazione volta a salvaguardare l'ordine pubblico, ma non giustificava le brutalità commesse dai minatori.
Il 28 giugno entrò in carica il governo Roman II, che si assumeva i compiti di tirare fuori il Paese dall'isolamento internazionale e avviare il processo di riforma dell'economia in senso capitalista.

## Attività del governo
I principali atti riguardanti la democratizzazione del paese furono elaborati dal CFSN. Secondo il decreto legge 10 del 31 dicembre 1989, infatti, il governo veniva definito come l'organo supremo dell'amministrazione e aveva l'obbligo di rispettare le indicazioni del CFSN. Il governo era responsabile delle proprie azioni di fronte al CFSN, che aveva il diritto di annullare le decisioni del gabinetto governativo.
Al fianco delle misure per lo smantellamento delle strutture repressive del regime e del sistema a partito unico, la celebrazione di libere elezioni e l'adesione al modello democratico, sul piano economico il CFSN emanò le prime leggi per l'organizzazione delle attività economiche basate sull'iniziativa privata (decreto legge 54/1990) e per il favorimento degli investimenti di capitale estero (decreto legge 96/1990). Queste, tuttavia, ebbero una portata limitata a causa dell'instabilità politica del paese.
Il governo preferì sostenere una posizione attendista prima di avviare un processo shock per la transizione all'economia di mercato, riforme che sarebbero state avviate solamente dal governo Roman II. La preoccupazione principale del partito di governo fu soprattutto quella di massimizzare il capitale politico tramite misure che sarebbero state accolte favorevolmente dalla popolazione. Tra queste la riduzione della settimana lavorativa a cinque giorni e aumenti salariali per i dipendenti pubblici, specialmente per i lavoratori dell'industria, settore produttivo saldamente controllato dallo stato.
Il governo promosse il calmiere dei prezzi come in epoca socialista, mentre la valuta nazionale, il leu, fu lasciata su livelli artificiali superiori rispetto al proprio valore. In modo da mantenere basso il tasso di disoccupazione, nel 1990 fu emanata una legge che permetteva un più semplice pensionamento anticipato. Ad un anno dalla sua entrata in vigore vi fecero ricorso oltre 400.000 cittadini, con il risultato di mettere in difficoltà la sostenibilità del sistema previdenziale.

## Appoggio parlamentare e composizione
Il governo Roman I fu un governo provvisorio formato da personalità formalmente indipendenti, nato all'indomani della rivoluzione romena del 1989. Il sostegno al governo fu garantito dall'altro organo provvisorio di potere, il Consiglio del Fronte di Salvezza Nazionale (dal febbraio 1990, ridenominato Consiglio provvisorio di unità nazionale). Nel febbraio 1990 la maggioranza dei suoi componenti si affiliò al nuovo partito del Fronte di Salvezza Nazionale (FSN).
| Carica | Titolare                                           | Titolare                                                      | Partito      |
| --- | -------------------------------------------------- | ------------------------------------------------------------- | ------------ |
| Primo ministro |                                                    | Petre Roman                                                   | FSN          |
| Vice primo ministro |                                                    | Gelu Voican Voiculescu (dal 28 dicembre 1989)                 | FSN          |
| Vice primo ministro |                                                    | Mihai Drăgănescu (dal 28 dicembre 1989 al 31 maggio 1990)     | FSN          |
| Vice primo ministro |                                                    | Ion Aurel Stoica (dal 28 marzo 1990)                          | FSN          |
| Vice primo ministro |                                                    | Anton Vătășescu (dal 28 marzo 1990)                           | FSN          |
| Ministro degli affari esteri                                                                                            |                                                    | Sergiu Celac (dal 28 dicembre 1989)                           | Indipendente |
| Ministro degli interni                                                                                                  |                                                    | Mihai Chițac (dal 28 dicembre 1989 al 14 giugno 1990)         | Indipendente |
| Ministro degli interni                                                                                                  |                                                    | Doru Viorel Ursu (dal 14 giugno 1990)                         | FSN          |
| Ministro delle finanze                                                                                                  |                                                    | Ion Pățan (dal 28 dicembre 1989)                              | Indipendente |
| Ministro della giustizia                                                                                                |                                                    | Teofil Pop (dal 3 gennaio 1990)                               | FSN          |
| Ministro della cultura                                                                                                  |                                                    | Andrei Pleșu (dal 28 dicembre 1989)                           | Indipendente |
| Ministro dei culti |                                                    | Nicolae Stoicescu (dal 18 gennaio 1990)                       | Indipendente |
| Ministro dell'istruzione                                                                                                |                                                    | Mihai Șora (dal 30 dicembre 1989)                             | Indipendente |
| Ministro della difesa nazionale                                                                                         |                                                    | Nicolae Militaru (fino al 16 febbraio 1990)                   | Indipendente |
| Ministro della difesa nazionale                                                                                         | Victor Stănculescu (dal 16 febbraio 1990)          |                                                               | Indipendente |
| Ministro dell'agricoltura e dell'industria alimentare                                                                   |                                                    | Nicolae Ștefan (dal 28 dicembre 1989)                         | FSN          |
| Ministro dell'economia nazionale                                                                                        |                                                    | Victor Stănculescu (dal 28 dicembre 1989 al 16 febbraio 1990) | Indipendente |
| Ministro del commercio estero                                                                                           |                                                    | Nicolae M. Nicolae (dal 2 gennaio 1990)                       | FSN          |
| Ministro delle poste e delle telecomunicazioni                                                                          |                                                    | Stelian Pintelie (dal 2 gennaio 1990)                         | Indipendente |
| Ministro del lavoro e della protezione sociale                                                                          |                                                    | Mihnea Marmeliuc (dal 5 gennaio 1990)                         | Indipendente |
| Ministro dei trasporti                                                                                                  |                                                    | Corneliu Burada (dal 2 gennaio 1990)                          | FSN          |
| Ministro del turismo |                                                    | Mihai Lupoi (dal 2 gennaio al 7 febbraio 1990)                | FSN          |
| Ministro delle acque, delle foreste e dell'ambiente                                                                     |                                                    | Simion Hâncu (dal 28 dicembre 1989)                           | FSN          |
| Ministro della salute                                                                                                   |                                                    | Dan Enăchescu (dall'8 gennaio 1990)                           | Indipendente |
| Ministro dello sport |                                                    | Mircea Angelescu (dal 31 dicembre 1989)                       | FSN          |
| Ministro dell'energia elettrica                                                                                         |                                                    | Adrian Georgescu (dal 28 dicembre 1989)                       | FSN          |
| Ministro dell'industria chimica e petrolchimica                                                                         |                                                    | Gheorghe Caranfil (dal 28 dicembre 1989)                      | FSN          |
| Ministro dell'industria elettrotecnica, elettronica e informatica                                                       |                                                    | Anton Vătășescu (dal 29 dicembre 1989 al 28 marzo 1990)       | FSN          |
| Ministro dell'industria metallurgica                                                                                    |                                                    | Ioan Cheșa (dal 29 dicembre 1989)                             | FSN          |
| Ministro del petrolio                                                                                                   |                                                    | Victor Murea (dal 29 dicembre 1989)                           | FSN          |
| Ministro dell'industria leggera                                                                                         |                                                    | Constantin Popescu (dal 29 dicembre 1989)                     | FSN          |
| Ministro dell'industria delle costruzioni di macchinari                                                                 |                                                    | Ion Aurel Stoica (dal 30 dicembre 1989 al 28 marzo 1990)      | FSN          |
| Ministro delle miniere                                                                                                  |                                                    | Nicolae Dicu (dal 2 gennaio 1990)                             | FSN          |
| Ministro della geologia                                                                                                 |                                                    | Ioan Folea (dal 2 gennaio 1990)                               | FSN          |
| Ministro dell'industria del legno                                                                                       |                                                    | Ion Râmbu (dal 14 gennaio 1990)                               | FSN          |
| Ministro delle costruzioni                                                                                              |                                                    | Alexandru Dimitriu (dal 18 gennaio 1990)                      | FSN          |
| Ministro segretario di Stato nel quadro del ministero degli esteri                                                      |                                                    | Corneliu Bogdan (dal 28 dicembre 1989 al 1º gennaio 1990)     | Indipendente |
| Ministro segretario di Stato; Presidente della commissione nazionale di statistica                                      |                                                    | Petru Pepelea (dal 30 dicembre 1989)                          | FSN          |
| Ministro segretario di Stato; Presidente della commissione nazionale per gli standard, la metrologia e la qualità       |                                                    | Mihail Victor Buracu (fino al 1º febbraio 1990)               | FSN          |
| Ministro segretario di Stato; Presidente della commissione nazionale per gli standard, la metrologia e la qualità       | Nicolae George Drăgulănescu (dal 1º febbraio 1990) |                                                               | FSN          |
| Ministro segretario di Stato; Presidente della commissione nazionale per la protezione del lavoro                       |                                                    | Virgil Iga (dal 5 al 31 gennaio 1990)                         | FSN          |
| Ministro segretario di Stato; Presidente della commissione nazionale per la protezione del lavoro                       | Dan Andreescu (dal 31 gennaio 1990)                |                                                               | FSN          |
| Ministro segretario di Stato; Capo del dipartimento dell'industria alimentare nel quadro del ministero dell'agricoltura |                                                    | Vintilă Rotaru (dal 14 gennaio 1990)                          | FSN          |
| Ministro segretario di Stato; Capo del dipartimento dell'agricoltura di stato nel quadro del ministero dell'agricoltura |                                                    | Dimitrie Anghelina (dal 22 gennaio 1990)                      | FSN          |
| Ministro segretario di Stato nel quadro del ministero dell'agricoltura                                                  |                                                    | Victor Surdu (dal 22 gennaio 1990)                            | Indipendente |
| Presidente dell'ufficio per l'amministrazione locale con il grado di segretario di Stato                                |                                                    | Costică Bădescu (dal 7 febbraio 1990)                         | FSN          |
| Ministro segretario di Stato nel quadro del governo                                                                     |                                                    | Ovidiu Adrian Moţiu (dall'8 febbraio 1990)                    | FSN          |
| Ministro segretario di Stato; Capo del dipartimento della metallurgia non ferrosa                                       |                                                    | Ladislau Frumosu (dal 22 marzo 1990)                          | FSN          |
| Capo della segreteria generale del governo                                                                              |                                                    | Sever Georgescu (dal 22 febbraio 1990)                        | FSN          |
| Aggiunto al capo della segreteria generale del governo                                                                  |                                                    | Ion Columbeanu (dal 22 febbraio 1990)                         | FSN          |
| Aggiunto al capo della segreteria generale del governo                                                                  |                                                    | Panait Lefter (dal 22 febbraio 1990)                          | FSN          |
| Ministro segretario di Stato; Capo del dipartimento della metallurgia non ferrosa                                       |                                                    | Ladislau Frumosu (dal 22 marzo 1990)                          | FSN          |
| Primo aggiunto del ministro della difesa nazionale; Capo del grande stato maggiore                                      |                                                    | Vasile Ionel (dal 28 dicembre 1989)                           | Indipendente |
| Segretario di Stato nel quadro del ministero della cultura                                                              |                                                    | Horvat Andor (dal 12 gennaio 1990)                            | FSN          |
| Segretario di Stato nel quadro del ministero della cultura                                                              |                                                    | Coriolan Babeți (dal 12 gennaio 1990)                         | FSN          |